# Droogbak (straat)

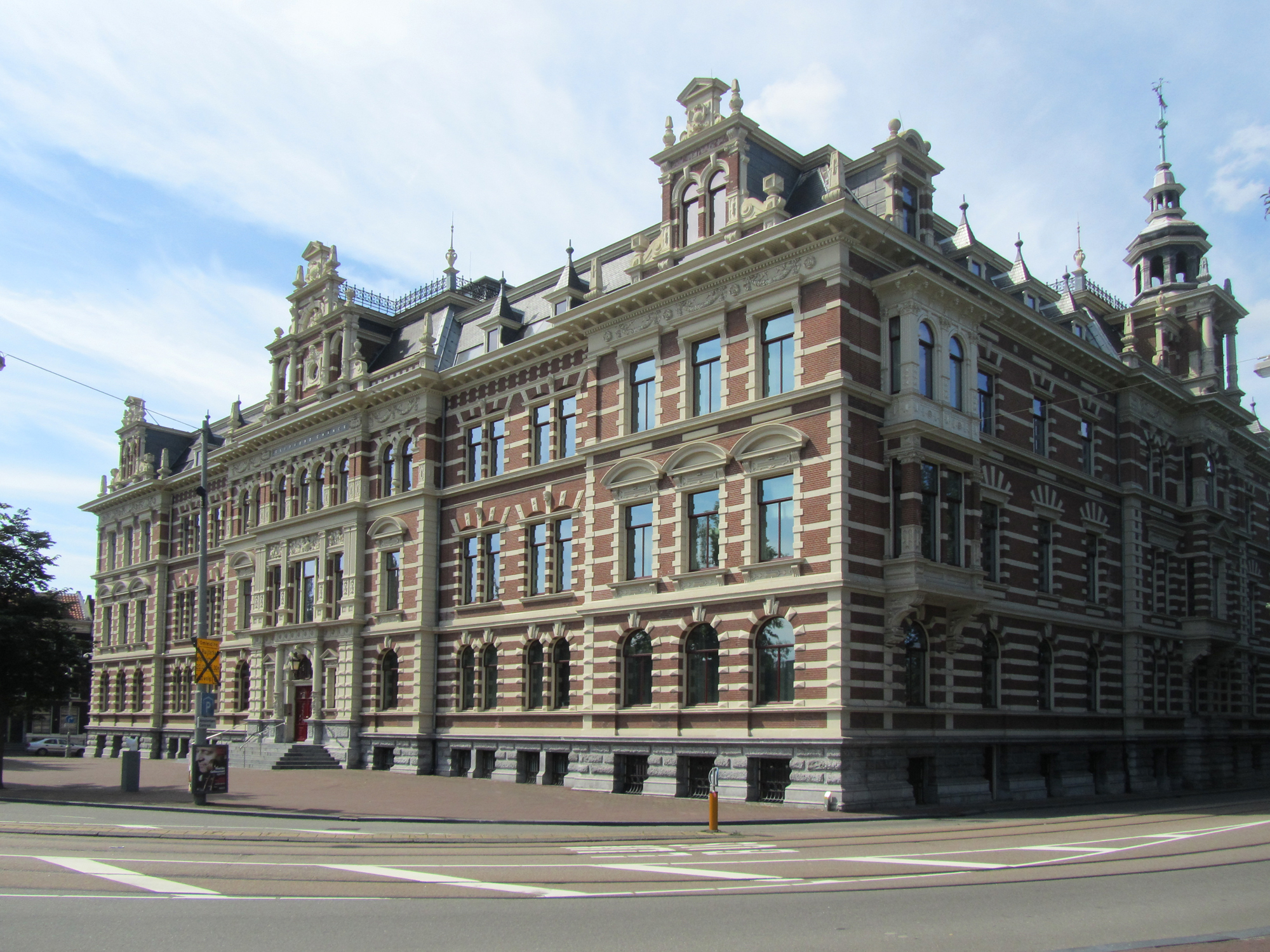
Het gebouw Droogbak (foto, augustus 2012)

Droogbak is een straat en plein in Amsterdam-Centrum.

Straat met gebouw, gezien van onder het IBIS hotel, aan de westkant van het Centraal station (foto, april 2023)

Het is een eeuwenoude benaming voor een straat of beter gezegd voormalige kade alhier. Op de kaart van Gerrit de Broen uit 1729 wordt de naam Droogbag. vermeld naast Hout Tuynen. Het is dan de kade van een door een palenwering afgesneden deel van IJ met daarin onder andere de Nieuwe en Oude Stadsherberg. In de krant van 15 mei 1742 wordt een gebouw aan Droogbag en Korte Houtstraat te huur aangeboden.  De verklaring van de naam is niet geheel duidelijk, er zijn vier mogelijkheden:
- het drogen van haringen (een van de zijstraten heet de Buiten Vissersstraat)
- verven van laken
- een scheepshelling voor onderhoud van schepen
- een verzamelplaats van Noordse scheepsbemanningen, gelieerd aan de Noorse plaats Drøbak destijds ook wel aangeduid als Droogbag. Er zou aan een van de etablissementen een uithangbord met een afbeelding van die stad hebben gehangen.

Wanneer de officieuze benaming overging in een officiële is niet bekend. In de stadsatlas van 1850 ligt Droogbak in de Buurt TT en ligt het Westelijk Dok voor de deur. Dat Westelijk Dok werd deels gedempt voor het spoor richting naar en komende van Station Amsterdam Centraal. Op de kaart uit de stadsatlas van 1875 is gebouw Droogbak uit 1884 al ingetekend, al kan dat later handmatig ingevoerd zijn; die kaart werd tot 1906 gebruikt.
In de moderne geschiedenis begint de straat Droogbak aan het Singel en gaat na de Buiten Wieringerstraat over in de Haarlemmer Houttuinen. Droogbak is ook de doorgang onder het spoor langs de Westertoegang. Vanwege de pontificale plaatsing midden in de openbare ruimte van het gebouw Droogbak wordt de ruimte voor dat gebouw doorsneden door de Nieuwe Westerdokstraat.

## Gebouwen
De oorspronkelijke gebouwen zijn al lang verdwenen en hebben plaatsgemaakt voor nieuwe. Daarbij zijn enkele huisnummers verdwenen omdat twee kleine gebouwen soms vervangen werden door één. Op het gebouw met huisnummer 11 na, zijn alle gebouwen gemeentelijk (nummer 7-8) of rijksmonument (andere gebouwen).
Blikvangers daarbij zijn:
- Droogbak 1A: gebouw Droogbak (Droogbak 1A)
- Droogbak 1CD: Internaat voor Schipperskinderen uit 1925 in Amsterdamse School-stijl van architect Pieter Lucas Marnette
- Droogbak 7-8; twee gelijke panden in 1878 ver- of gebouwd voor de firma P Hegener en Zn, die in de buurt werkzaam was en uitbreidde naar Buiten Vissersstraat 4 en Buiten Vissersstraat 6-8[2]
- Droogbak 11, nieuwbouw uit 1995
- Droogbak 13, ontworpen door Adrianus Bleijs

Hoogste nummering is gebouw 17. Tussen 1878 en 1889 stond aan het plein Station Amsterdam Westerdok.
Sinds 2000 staat aan de Droogbak een stervormige fontein, de Fontein Droogbak.